# Природний заповідник Ітомбве
Природний заповідник Ітомбве — охоронна територія в горах Ітомбве на сході Демократичної Республіки Конго. Заповідник охоплює 6,009 км². Це частина підрозділу охорони левів. Ітомбе охороняє екосистему однойменних гір Ітомбе, які простягаються від гір Рувензорі, уздовж озера Танганьїка.

## Історія
Формально уряд створив заповідник у 2006 році, але його межі та використання, не були визначені. Після консультацій з місцевим населенням у червні 2016 року було оформлено межі заповіднику та зони використання. Заповідник поділений на три зони: зона дикої природи, яка не використовується людиною; зона багаторазового використання, яка дозволяє обмежене використання людиною та стійкий видобуток ресурсів; і зона розвитку, яка включає села, де заохочуються проєкти сталого розвитку.

## Фауна
У заповіднику зареєстровано 583 види птахів (у тому числі 30 ендемічних) у регіоні Альбертинського рифту, а також 72 види ссавців (з них чотири ендемічних) і 23 види земноводних (16 ендемічних).
У заповіднику мешкає східна низинна горила (Gorilla beringei graueri), яка перебуває під загрозою зникнення. За даними 1996 року популяція горил становила 960 особин. Також тут зустрічаються східний шимпанзе та саванний слон.